# Монола
Мо́нола (фин. Monola) — бывшая железнодорожная станция на 8,05 км линии Попово — Высоцк.
Располагалась в Высоцком городском поселении Выборгского района Ленинградской области, в 8,05 километрах от станции Попово. С северной стороны пути расположен фундамент бывшего финского пассажирского здания.

Станция была открыта 16 февраля 1926 года. На станции имели остановку несколько пар пригородных поездов в сутки. От западной части станции отходил подъездной путь к причалу в бухте Большая Пихтовая (фин. Tapolanlahti) Финского залива60°36′07″ с. ш. 28°34′22″ в. д., а также к лесоскладу. От оси станции начинался двухпутный участок перегона Монола — Уурас, проложенный для удобства обслуживания порта Uuras, для которого, собственно, и была  проложена ветка Kaislahti — Uuras.
После Великой Отечественной войны и передачи территории СССР станция не восстанавливалась. В 2000-х гг. участок от Выборга до Высоцка был модернизирован, и на этом же участке ближе к станции Попово была создана новая техническая грузовая станция Пихтовая.

## Галерея
- Станция Монола
- Бывший боковой путь. Вид в сторону ст. Высоцк.
- Бывший боковой путь. Вид в сторону ст. Пихтовая.
- Вид в сторону ст. Пихтовая.
- Вид в сторону ст. Высоцк.